# In No Sense? Nonsense!
Albums de Art of Noise
In Visible Silence
(1986) Below the Waste
(1989)
In No Sense? Nonsense! est le troisième album du groupe de musique britannique the Art of Noise. Il fut enregistré en 1987. Cet album est essentiellement instrumental. 

## Liste des morceaux
1. Galleons of Stone – 1:11
2. Dragnet – 3:28
3. Fin du Temps – 2:04
4. How Rapid? – 0:52
5. Opus for Four – 3:11
6. Debut – 1:57
7. E.F.L. – 5:24
8. A day to the Races – 4:01
9. Ode to Don Jose – 4:14
10. Counterpoint – 0:57
11. Roundabout 727 – 0:45
12. Ransom on the Sand – 1:17
13. Roller 1 – 3:30
14. Nothing was going to stop them then, anyway – 0:45
15. Crusoe – 3:55
16. One Earth – 4:09

## Auteurs et interprètes
- Anne Dudley
- J.J. Jeczalik